# 배헌
배헌(裵憲, 1896년 4월 27일 전라북도 이리 ~ 1955년 3월 3일)은 대한민국의 정치인이다.
1913년 만주로 망명하여 통화현 합니하(哈泥河)에 소재하는 신흥학교(新興學校)에 입학하여 독립성취를 목적으로 군사훈련을 받고 1917년부터는 신흥무관학교 학우단(學友團) 토론부장이 되어 혁명정신과 민족의식을 고취하면서 군자금 조달과 무기구입 등에 활동하던 중 1924년에 국내로 들어와 활동하다가 동아일보 기자가 되어 민족지의 언론창달을 위해 활동하였으며 전북기자대회(全北記者大會)와 신간회 운동으로 징역 1년과 불기소 출옥하였다. 또한 전북상공회의소 부회장, 초대 국회의원을 역임하였다.

## 역대 선거 결과
|  | 41.97% |

|  | 21.85% |

## 참고자료
- 《대한민국 의정총람》, 국회의원총람발간위원회, 1994년
- 배헌 - 대한민국헌정회
- 독립운동자 공적자료 (국가보훈처)[깨진 링크(과거 내용 찾기)]